# Sébastien Charnoz
Sébastien Charnoz (né le 15 janvier 1974) est un planétologue français.

## Biographie
Sébastien Charnoz est professeur à l'Université Paris Cité et à l'institut de Physique du Globe de Paris (IPGP). Il s'intéresse à la formation des corps du système solaire, de la Lune, des lunes des planètes géantes et de la planète Mars.  Il fait principalement de la simulation numérique pour interpréter les données des missions spatiales. Il fait partie de l'équipe CAGE (Cosmochimie Astrophysique et Géophysique Expérimentale) dont il a pris la direction en 2023.
Il a fait partie de plusieurs mission spatiales (Cassini-Huygens, CHEOPS, HERA et la future MMX). Il a également beaucoup travailler sur l'origine et l'évolution des anneaux de Saturne et a proposé que les lunes de Saturne se soient toutes formées dans les anneaux.
Pendant ses années CASSINI-HUYGENS (de 2001 à 2017) il a  étudié la dynamique planétaire à l'université Paris-Diderot, à Paris. Il a travaillé  également pour le Commissariat à l'énergie atomique et aux énergies alternatives (CEA) en France au sein du laboratoire AIM.
Son travail couvre les problèmes liés à la dynamique collisionnelle telle que la physique des anneaux planétaires et la formation du système solaire. Il est un spécialiste des simulations numériques. Avec André Brahic (professeur à l'Université Paris 7), il est impliqué dans l'équipe d'imagerie de la mission Cassini, dirigée par Carolyn Porco. 
Sébastien Charnoz a une page web tenue à jour : https://sites.google.com/view/sebastien-charnoz/accueil
Son profile sur Google Scholar est ici : https://scholar.google.fr/citations?user=T3F2uwsAAAAJ&hl=fr

## Découvertes
En utilisant un logiciel qu'il a écrit pour la détection automatique de satellites et en analysant des centaines d'images fournies par le système de caméra ISS, il a aidé l'équipe d'imagerie à découvrir en 2004 deux petites lunes du système saturnien, Méthone et Pallène,,. 